# Kanton Sens-1
Sens-1 is een kanton van het Franse departement Yonne. Het kanton maakt deel uit van het arrondissement Sens.
 Het telt 20.865 inwoners.

Het kanton Sens-1 werd gevormd ingevolge het decreet van 13 februari 2014 met uitwerking op 22 maart 2015.

## Gemeenten
Het kanton omvat volgende gemeenten :
- Sens (noordelijk en westelijk deel) (hoofdplaats)
- Saint-Clément
- Saint-Martin-du-Tertre